# Розщеплення амінів за Брауном
Розщеплення амінів за Брауном (рос. расщепление аминов Брауна, англ. Braun cleavage) — розрив C–N зв'язку в третинних амінах під дією ціанід броміду.
R3NH + BrCN → [R3N–CN]+Br– → R2N–CN + R–Br